# Barichneumon absolutus
Barichneumon absolutus är en stekelart som först beskrevs av Tosquinet 1903.  Barichneumon absolutus ingår i släktet Barichneumon och familjen brokparasitsteklar. Inga underarter finns listade.